# Palij
Palij (lat. pallium »plašč, ogrinjalo«) je v rimskokatoliški cerkvi ozek trak v obliki grške črke Y, ki ga papeži in metropoliti nosijo okoli vratu, simbolizira pa Kristusovo križanje. 
Papeški palij je del t.i. papeških insignij ter je znamenje škofovskega dostojanstva papeža kot rimskega škofa, tako kot ribičev prstan. 

## Opis papeškega palija
Palij je ozek trak iz bele volne, ki ga papež nosi čez ramena, preko mašnega plašča, to je liturgične obleke. Ima dva zavihka (ki sta na koncih črne barve), ki padata spredaj in zadaj. Palij je okrašen s šestimi črnimi (izjemoma rdečimi) svilenimi križi, po enem na vsakem koncu, ki padata po prsih in hrbtu ter s štirimi na ramenskem delu. Na sprednjem in zadnjem delu so tri igle, imenovane acicule, ki simbolizirajo tri žeblje s Kristusovega križa.

## Pomen palija in zgodovinsko ozadje
Palij predstavlja vez metropolita z rimskim papežem in je znamenje metropolitove oblasti v cerkveni pokrajini. Metropolita po imenovanju veže dolžnost prositi papeža za palij v treh mesecih po škofovskem posvečenju, če pa je ta že posvečen, po prevzemu škofije. Palij more metropolit prejeti iz rok kardinala protodiakona, zanj pa lahko zaprosi tudi po pooblaščencu. Zunaj svoje cerkvene pokrajine palija ne sme nositi.

### Zgodovina
Palij je bil v stari Grčiji poseben plašč, ki so ga nosili določeni sloji. V prvi Cerkvi je bil tak plašč posebno znamenje odlikovanja zaslužnih oseb. Danes je palij samo še ovratnica iz bele volne. Prvotno je tak palij nosil lahko samo papež, zatem so ga začeli podeljevati tudi škofom, kot znamenje odlike. Od 9. stoletja dalje so dobivali palije nadškofje, po liturgičnih reformah, ki so sledile II. vatikanskemu cerkvenemu zboru (1963-1965), pa prejmejo palij samo nadškofje, ki so obenem tudi metropoliti. Metropoliti lahko nosijo palij zgolj v mejah svoje cerkvene pokrajine, pri slovesnejših opravilih.

## Izjeme
Papež Benedikt XVI. je uvedel razliko med škofovskim in papeškim palijem, in sicer je za papeškega vzel starejši in precej širši model ter je njegov palij imel rdeče križe. Ta sprememba je bila del njegovega prizadevanja, da bi se vrnil k starejšim liturgičnim oblikam.

## Palij papeža Leona XIV.
Urad za bogoslužna slavja je dne 16. maja 2025 objavil tudi podobo palija papeža Leona XIV., ki skupaj z ribičevim prstanom predstavlja njegovo škofovsko insignijo. Narejen je iz bele volne, ki je simbol škofa kot dobrega pastirja in hkrati vstajenskega jagnjeta, Kristusa, ki je bil križan za odrešenje in zveličanje človeštva.

## Blagoslov palijev
Palije tkó iz volne jagnjet, ki jih na praznik sv. Neže (21. januarja) vsako leto blagoslovijo po pontifikalni maši v cerkvi sv. Neže zunaj obzidja v Rimu. Papež palije na predvečer praznika sv. apostolov Petra in Pavla (apostola godujeta 29. junija) slovesno blagoslovi nad grobom sv. Petra v baziliki sv. Petra. Palije nato hranijo v posebni skrinjici pod oltarjem (konfesijo) nad grobom sv. Petra. 
Palij je zunanje znamenje polnosti metropolitove službe in obenem izraz edinosti, ki metropolite povezuje s papežem in Apostolskim sedežem. Palij je vezan na osebo vsakega metropolita in ga morajo ob smrti metropolita položiti skupaj s truplom v grob. 
V molitvi, s katero papež blagoslavlja nove palije, je nakazana simbolika palija. Palij je stkan iz ovčje volne in metropolita opozarja, da mora biti pastir, posnemovalec Dobrega pastirja, prim. (Jn 10,1-21), ki je izgubljeno ovco nesel nazaj k drugim v čredi in bi zanje dal tudi svoje življenje.Ta del metropolitove obleke naj bi bil simbol za oblačilo slave, ki je bo v večnosti deležen skupaj s svojimi verniki.